# Гаран, Антон Прокофьевич
Антон Прокофьевич Гаран (17 января 1902, Белоцерковка, Екатеринославская губерния, Российская империя — умер после 1951 года, СССР) — советский военачальник, полковник (1942).

## Биография
Родился 17 января 1902 года в селе Белоцерковка, ныне Бильмакский район, Запорожская область, Украина.
В Гражданскую войну Гаран работал учеником столяра в мастерской частника Богумила Земана в селе Белоцерковка, с июля 1920 года был заместителем председателя Белоцерковского волостного комитета незаможних селян. С июня по сентябрь 1921 года состоял в Запорожском отряде по борьбе с бандитизмом. В его составе сражался с вооружёнными формированиями Нестора Махно в Гуляй-Польском уезде. После расформирования отряда был направлен заведующим организационным отделом Гуляй-Польской рабоче-крестьянской инспекции.

### Межвоенные годы
3 марта 1922 года поступил курсантом на 58-е Запорожские командные курсы, затем с августа учился в 6-й пехотной школе в Харькове, а с октября 1924 года — в Полтавской пехотной школе. По окончании последней в августе 1925 года был назначен командиром взвода полковой батареи 239-го стрелкового полка 80-й стрелковой дивизии УВО в городе Славянск. Член ВКП(б) с 1925 года. В периоды с октября 1926 по июль 1928 года и с октября 1928 по май 1929 года одновременно являлся инструктором вневойсковой подготовки Старобельского окружного военкомата. 14 мая 1929 года он назначается помощником начальника мобилизационной части Тульчинского окружного военкомата, с января 1931 года исполнял должность начальника мобчасти Гайсинского РВК, с мая 1933 года — райвоенкомом в Калиновском РВК Винницкой области, а с мая 1934 года — в Богодуховском РВК Харьковской области.
В ноябре 1937 года был переведён в 86-й отдельный батальон связи 14-го стрелкового корпуса в городе Харьков, где проходил службу начальником продовольственного снабжения, помощником начальника и начальником штаба батальона. С декабря 1939 года был начальником штаба батальона, затем командиром батальона в 225-м стрелковом полку 23-й стрелковой дивизии в составе ХВО, позже ПрибОВО. В августе 1940 года переведен помощника начальника оперативного отдела штаба 2-го стрелкового корпуса и служил в нем в составе ПрибОВО, затем ЗапОВО. В 1941 году заочно окончил Военную академию имени М. В. Фрунзе.

### Великая Отечественная война
С началом войны корпус находился в резерве Западного фронта, затем вошел в 13-ю армию и был выдвинут на рубеж Минского УРа. Здесь его соединения вступили в тяжелые оборонительные бои с 3-й танковой группой противника. Под ударами превосходящих сил противника они вынуждены были отойти за реку Березина в район города Борисов, а позже за реку Днепр, где закрепились на рубеже Копысь, Новый Быхов. С 10 июля корпус участвовал в Смоленском сражении, а с 24 июля он вел бои на реках Сож, Судость и Десна, находясь в составе 13-й армии Центрального, а с 15 августа — Брянского фронтов. Во второй половине августа на базе корпуса была сформирована 50-я армия, а майор Гаран назначен в ней начальником оперативного отдела. В этой должности принимал участие в Орловско-Брянской и Тульской оборонительных операциях.
В декабре 1941 года подполковник Гаран назначается начальником штаба 135-й стрелковой дивизии, формировавшейся в городе Слободской Кировской области. В начале февраля 1942 года она убыла на фронт и к 7 марта сосредоточилась в районе станции Торопец, войдя в 4-ю ударную армию Калининского фронта. Перед ней была поставлена задача перерезать дорогу Белый — Пречистое и тем самым содействовать разгрому белыйской группировки противника. 15 мая дивизия была выведена во второй эшелон в район Петрушино, Паново, Ново-Троицкое. В начале июля её части в составе 41-й армии Калининского фронта вели наступательные бои восточнее города Белый. С 29 июля они были выведены в резерв Калининского фронта в район Андреаполя, затем передислоцированы в район Селижарово. В сентябре 1942 года полковник Гаран назначается заместителем командира 135-й стрелковой дивизии. С 5 октября она вошла в 39-ю армию и с 25 ноября вступила в бой в районе нас. пункта Урдом Калининской области. Её части форсировали реку Молодой Туд и заняли 11 населённых пунктов, затем перешли к обороне в районе Ржева.
В феврале 1943 года переведён заместителем командира 178-й стрелковой дивизии и в марте участвовал с ней в Ржевско-Вяземской наступательной операции. С 6 июня 1943 года по 26 апреля 1944 года Гаран находился на учёбе в Высшей военной академии им. К. Е. Ворошилова. В июне 1944 года был направлен в распоряжение Военного совета 1-го Украинского фронта, а в августе — в отдел кадров 5-й гвардейской армии и с 14 сентября допущен к исполнению должности заместителя командира 9-й гвардейской воздушно-десантной дивизии, находившейся в обороне на сандомирском плацдарме.
С 3 января 1945 года и до конца войны он командовал 97-й гвардейской стрелковой Полтавской Краснознаменной ордена Суворова дивизией. В составе 5-й гвардейской армии участвовал в Сандомирско-Силезской, Нижнесилезской, Верхнесилезской, Берлинской и Пражской наступательных операциях, в овладении городами Олау, Бреслау, Фалькенберг. За образцовое выполнение заданий командования в боях при овладении города Дрезден дивизия была награждена орденом Богдана Хмельницкого 2-й ст..
За время войны комдив Гаран был два раза упомянут в благодарственных приказах Верховного Главнокомандующего.

### Послевоенное время
После войны полковник Гаран состоял в резерве 5-й гвардейской армии и ГУК НКО, затем в августе 1945 года был прикомандирован к Военной академии им. М. В. Фрунзе для использования на преподавательской работе. С ноября исполнял должность преподавателя кафедры общей тактики, с октября 1946 года — старшего преподавателя по оперативно-тактической подготовке, он же тактический руководитель учебной группы основного факультета. В январе 1948 года назначен заместителем начальника курсов и начальником учебного отдела Объединенных КУОС Таврического ВО (г. Симферополь, Крымская область, РСФСР). 3 мая 1951 года уволен в отставку по болезни.
После выхода в отставку по всей вероятности проживал в городе Симферополь, так как в этом городе в 1970 году была издана его книга «Эстафета боевых традиций».

## Награды
- орден Ленина (06.11.1947)[5]
- два ордена Красного Знамени (20.06.1943[6], 03.11.1944[7][5])
- орден Суворова II степени (29.05.1945)[8]
- орден Кутузова II степени (06.04.1945)[9]
- орден Красной Звезды (30.01.1943)[10]

медали в том числе:
- - «За оборону Москвы»
  - «За победу над Германией в Великой Отечественной войне 1941—1945 гг.» (20.09.1945)[11]
  - «За освобождение Праги»

Приказы (благодарности) Верховного Главнокомандующего в которых отмечен А. П. Гаран.
- За овладение на территории Силезии городами Штрелен и Рыбник — крупными узлами дорог и сильными опорными пунктами обороны немцев. 27 марта 1945 года. № 312.
- За овладение городом Дрезден — важным узлом дорог и мощным опорным пунктом обороны немцев в Саксонии. 8 мая 1945 года. № 366.

## Сочинения
- Эстафета боевых традиций / А. П. Гаран. — Симферополь: Крым, 1970. — 48 с.